# Rohrmoos-Untertal
Rohrmoos-Untertal è stato un comune austriaco nel distretto di Liezen (subdistretto di Gröbming), in Stiria. È stato soppresso il 31 dicembre 2014 e dal 1º gennaio 2015 le sue frazioni di Fastenberg, Obertal, Rohrmoos e Untertal sono state aggregate al comune di Schladming assieme all'altro comune soppresso di Pichl-Preunegg.